# Heike Abidi
Heike Abidi (* 1965, Birkenfeld (Nahe)) je německá reklamní textařka a autorka zábavných románů a knih pro mládež. Píše také pod pseudonymy Emma Conrad, Jana Fuchs a Maya Seidensticker.

## Život
Studovala lingvistiku a moderní dějiny na univerzitě v Giessenu. Poté začala pracovat jako reklamní textařka. Její první román byl vydán roku 2012. Je členem DeLiA, sdružení německých autorů milostných románů.
Žije s manželem a synem v Kaiserslauternu..

## Dílo

### Romány
Jako Heike Abidi:
- Zimtzuckerherz. Schwarzkopf & Schwarzkopf, Berlin 2012, ISBN 978-3-86265-141-2.
- Wahrheit wird völlig überbewertet. Droemer Knaur, München 2013, ISBN 978-3-426-51209-8.
- Nachts sind alle Schafe schwarz. Droemer Knaur, München 2013, ISBN 978-3-426-51394-1.

Jako Emma Conrad:
- Süß ist der Tod. Gmeiner-Verlag, Meßkirch 2014, ISBN 978-3-8392-1486-2.

Jako Jana Fuchs:
- Dancing Queens – Alle Wege führen nach Waterloo. Droemer Knaur, München 2014, ISBN 978-3-426-51491-7.

### Knihy pro mládež
Jako Heike Abidi:
- Close-up. Oetinger Taschenbuch, Reihe Pink, Hamburg 2013. ISBN 978-3-86430-014-1.
- Tatsächlich 13. Oetinger Taschenbuch, Reihe Pink, Hamburg 2014, ISBN 978-3-86430-025-7.
- Marrakesh Nights. Coppenrath Verlag, Münster 2014, ISBN 978-3-649-61762-4.
- Sunny Days. Oetinger Taschenbuch, Reihe Pink, Hamburg 2014, ISBN 978-3-86430-028-8.
- Und immer wieder Weihnachten. Coppenrath Verlag, Münster 2014, ISBN 978-3-649-61503-3.

Jako Maya Seidensticker:
- We love Fashion – Röhrenjeans und Schulterpolster. Loewe Verlag, Bindlach 2014, ISBN 978-3-7855-7884-1.
- We love Fashion – Minirock und Flower-Power. Loewe Verlag, Bindlach 2014, ISBN 978-3-7855-7885-8.
- We love Fashion – Paillettenkleid und Federboa. Loewe Verlag, Bindlach 2015, ISBN 978-3-7855-7886-5..